# Gravitationele microlensing

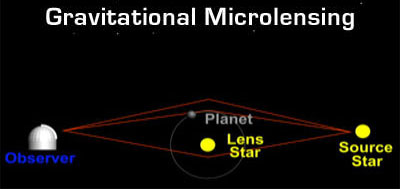
Een illustratie van NASA van gravitationele microlensing. Licht van een verre ster wordt afgebogen door het zwaartekrachtsveld van een tussengelegen ster op de voorgrond en de daarom draaiende planeet, hetgeen leidt tot ten minste drie verwrongen beelden. De verandering van hun hoek aan de hemel stemt overeen met een waarneembare verhoging van de helderheid van de waargenomen bronster.

Gravitationele microlensing is een techniek die gebruikmaakt van een micro-zwaartekrachtlens en onder meer toegepast kan worden om exoplaneten te ontdekken.
Deze techniek maakt gebruik van de gelegenheid waarbij licht van een verre ster gebogen en versterkt wordt door het zwaartekrachtsveld van een zich meer op de voorgrond bevindende ster. De aanwezigheid van een planeet in de buurt van die zich op de voorgrond bevindende ster leidt ertoe dat het licht van de verre ster gedurende korte tijd een stuk helderder wordt. OGLE-2005-BLG-390Lb is de eerste exoplaneet die ontdekt werd met behulp van gravitationele microlensing.

## Mogelijke toekomstige ontdekkingen

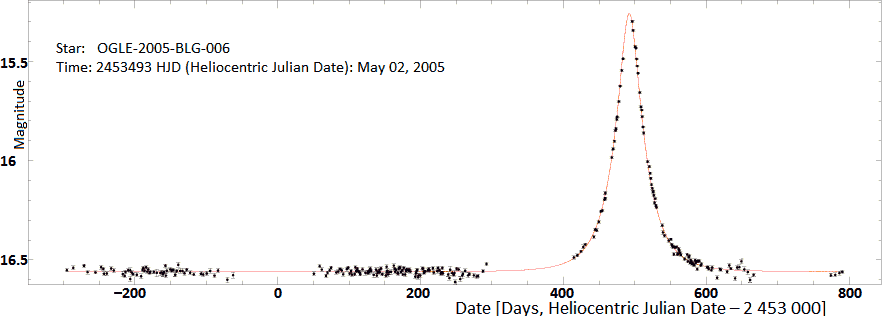
Lichtkromme van OGLE-2005-BLG-006, waargenomen door OGLE

Van de ruim 280 exoplaneten die tot nu toe zijn ontdekt, werden de meeste gevonden met gebruik van de Doppler-techniek. Hierbij kijken astronomen naar schommelingen in de positie van een spectraallijn (kleurlijn) in het spectrum van de ster. Deze schommelingen worden veroorzaakt door de aantrekkingskracht van een nabije planeet. Met deze methode zijn er tientallen planeten met grote diameters ontdekt, maar met deze methode is het nagenoeg onmogelijk kleine planeten te ontdekken, vooral wanneer die zich op grote afstand van hun moederster bevinden.
Met "microlensing" kan men ook kleine planeten ontdekken, ook al zou een grote planeet van het type "Jupiter" ook met deze techniek 50 maal meer kans maken om te worden ontdekt. "Met microlensing zouden wij al tientallen "Jupiters" moeten hebben ontdekt, als die even talrijk zouden zijn als planeten met een massa van 5 maal die van de aarde",  aldus David Bennett, een der bij het onderzoek naar de exoplaneet OGLE-2005-BLG-390Lb betrokken geleerden. Dat vormt dus een sterke aanwijzing dat de meeste planeten in het melkwegstelsel kleine, steenachtige planeten zijn, van het type van de aarde, en geen grote gasreuzen, zo groot als Jupiter of nog groter.
In december 2008 werd de Jupiter-achtige exoplaneet OGLE2-TR-L9b ontdekt, die draait om een zeer snel roterende en extreem hete ster in het zuidelijke sterrenbeeld Carina. Aangezien zulke sterren niet eerder op de aanwezigheid van planeten waren onderzocht, is het aannemelijk dat veel Jupiter-achtige planeten tot dusver onopgemerkt zijn gebleven.

## Tekortkomingen en mogelijkheden van de gebruikte opsporingsmethode
Een tekortkoming van de gebruikte methode om een planeet te ontdekken is dat oplijningen van sterren, dat wil zeggen gelegenheden waarbij twee sterren van uit de aarde gezien op één lijn staan, kortstondige en unieke gebeurtenissen zijn, zodat een "microlensing" experiment nooit kan worden herhaald. Todd Henry, astronoom aan de Georgia State University, noemde de eerste ontdekking van een exoplaneet met deze techniek "een intrigerend resultaat van deze bijzondere techniek, maar helaas een resultaat dat niet geverifieerd kan worden."
Veel astronomen zijn van oordeel dat deze onmogelijkheid van verificatie achteraf weliswaar te betreuren valt, maar dat dit een probleem is waarmee we kunnen leven, want met deze methode kunnen in een relatief korte tijd duizenden sterren worden gescreend, een veel groter aantal dan mogelijk is met andere methoden.
"Je krijgt op deze manier niet veel detailgegevens over een individueel planetenstelsel… maar het is een prachtige alternatieve methode om iets te weten te komen over de verdeling  van exoplaneten over de verschillende massaklassen en de frequentie waarmee dit soort planeten voorkomen", aldus David Latham, een astronoom aan het Harvard-Smithsonian Center for Astrophysics.